# Депаоли, Фабио
Фабио Депаоли (итал. Fabio Depaoli; 24 апреля 1997 года, Рива-дель-Гарда) — итальянский футболист, полузащитник клуба «Сампдория».

## Клубная карьера
Фабио Депаоли — воспитанник итальянского футбольного клуба «Кьево». 12 марта 2017 года он дебютировал в Серии А, выйдя на замену на 89-й минуте домашнего поединка против «Эмполи». 23 апреля того же года Депаоли появился в стартовом составе «Кьево» в домашней игре с «Торино».